# Caja de guantes

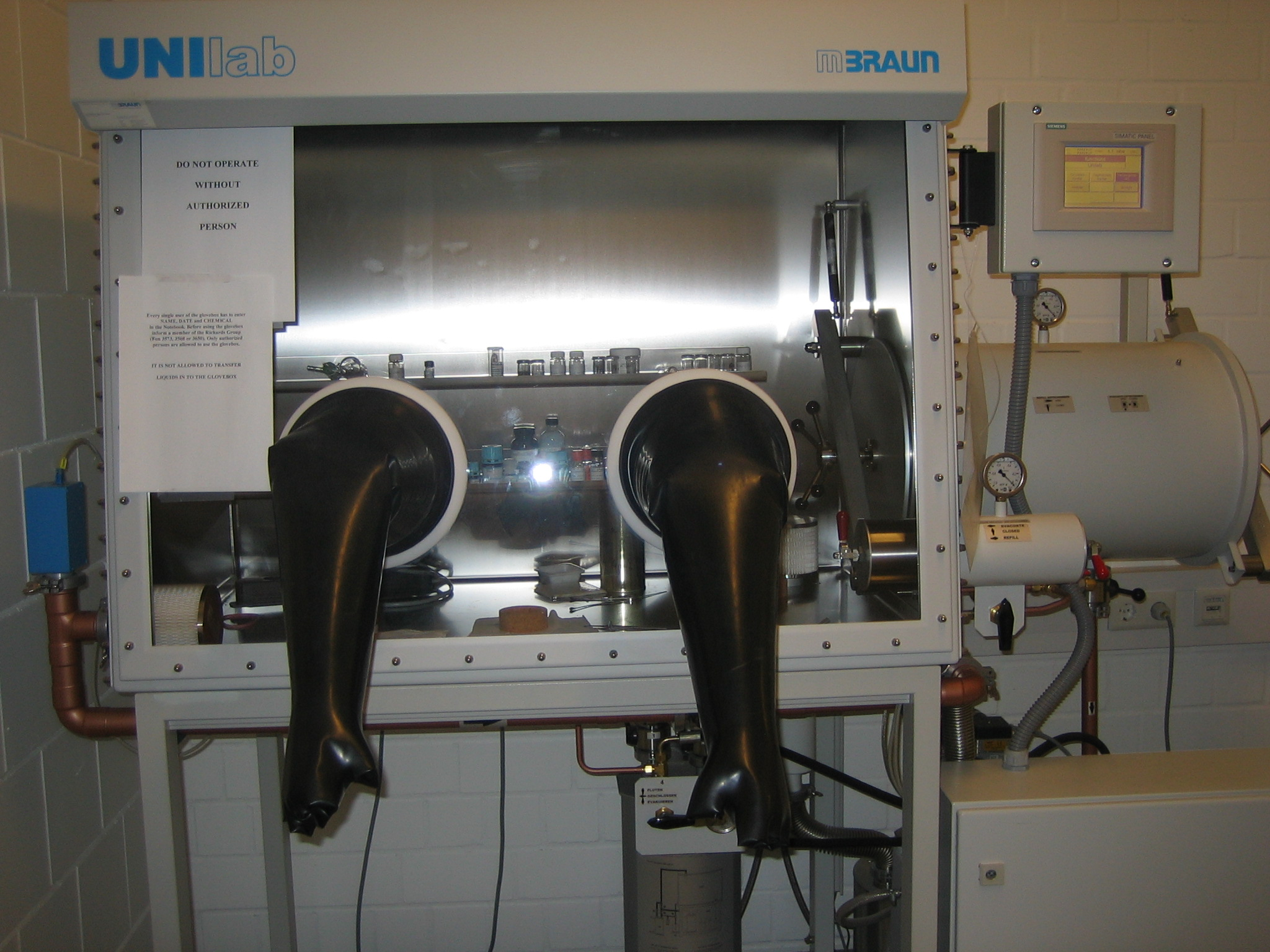
Un modelo común de caja de guantes, con los guantes vueltos hacia el exterior, para empleo con materiales peligrosos o para trabajos de laboratorio en atmósfera inerte.

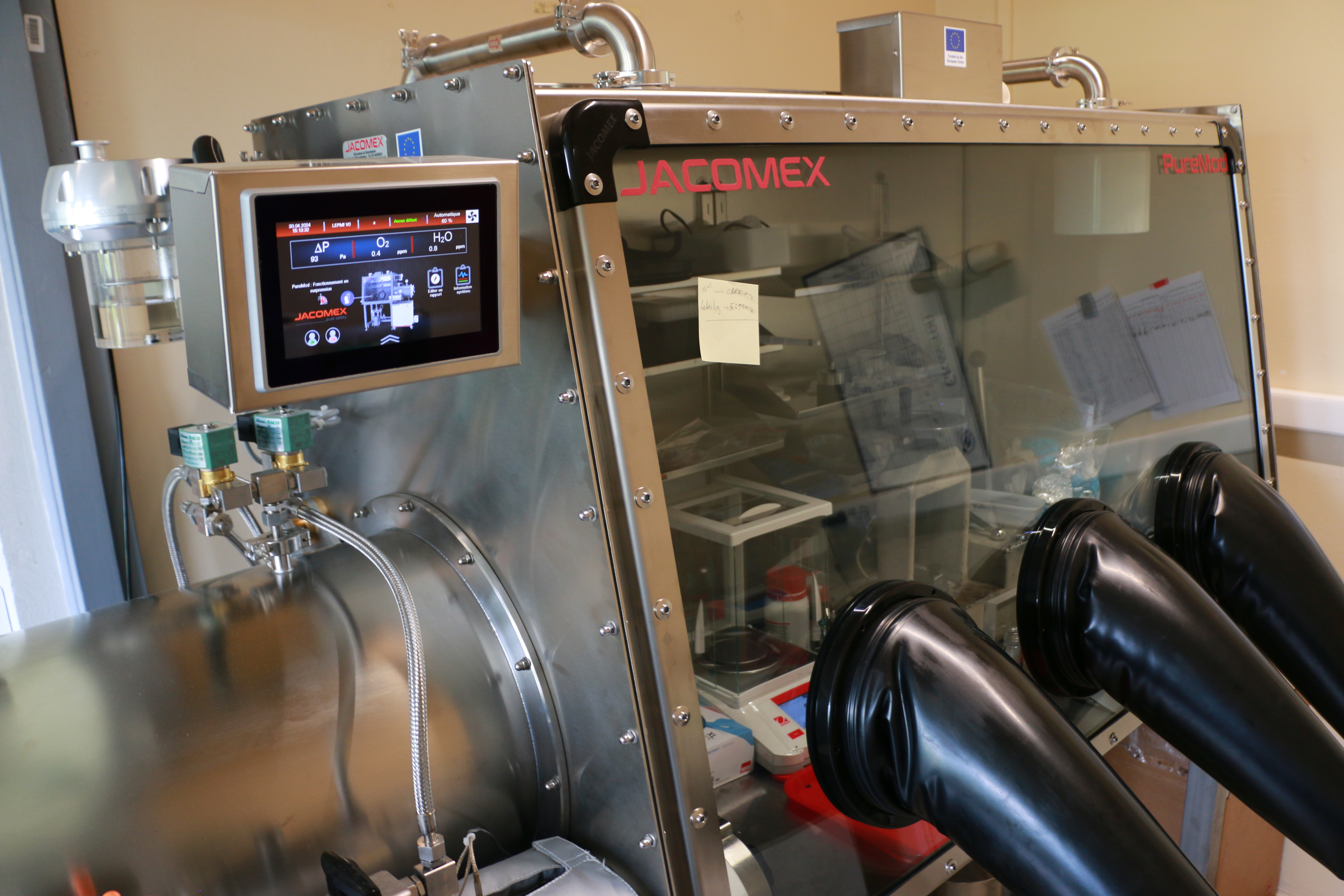
Caja de guantes

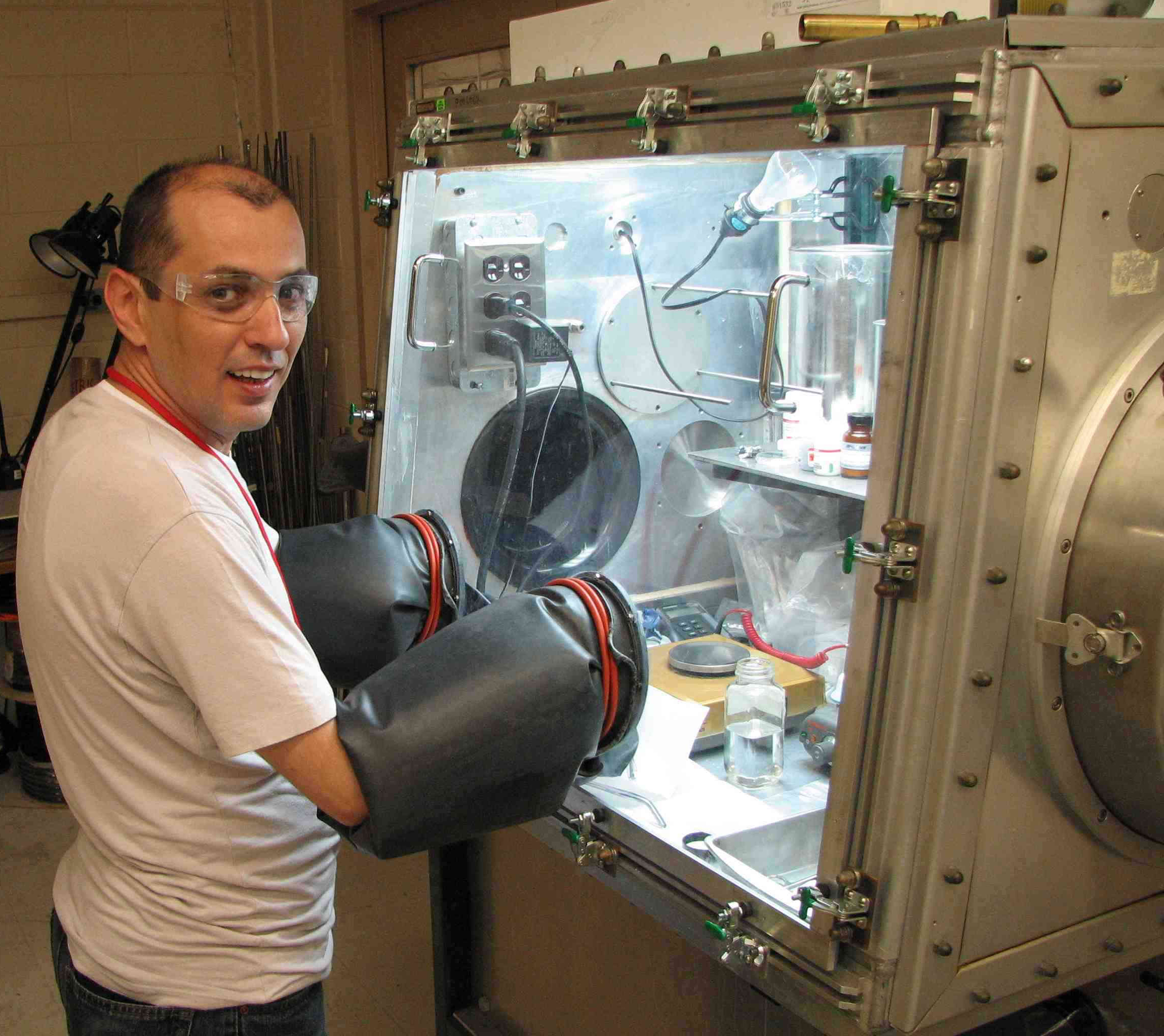
Manipulación de sustancias en atmósfera inerte de nitrógeno.

Una caja de guantes es una cabina o contenedor sellado que forma parte del equipamiento de laboratorio. Está diseñada para permitir una manipulación de objetos cuando se desea que estén separados del operador. En los laterales de la caja hay unos guantes dispuestos de tal manera que el usuario puede colocar sus manos y brazos dentro de los guantes y realizar tareas dentro de la caja sin romper el aislamiento. Parte o la totalidad de la caja es normalmente transparente para permitir al usuario ver lo que está siendo manipulado. Existen dos tipos de cajas de manipulación: una permite al operador trabajar con sustancias peligrosas, tales como materiales radiactivos o agentes de enfermedades infecciosas, y el otro tipo permite la manipulación de sustancias que deben estar contenidos dentro de una atmósfera inerte, estéril, seca, libre de polvo o con una pureza muy alta, como por ejemplo, nitrógeno o argón (el gas argón N-52 utilizado en algunas de estas instalaciones posee una pureza del 99,9992 %). También es posible utilizar una caja con guantes para la manipulación de elementos en una cámara de vacío.

## Trabajo en atmósfera inerte
Se bombea argón dentro de una caja con guantes a través de una serie de dispositivos de tratamiento que eliminan los disolventes, el agua y el oxígeno del gas interior. Se emplea habitualmente cobre metálico caliente (o algún otro metal muy finamente dividido) para eliminar el oxígeno. Este oxígeno eliminado es normalmente regenerado haciendo pasar una mezcla de hidrógeno y nitrógeno a través de él mientras se calienta. El agua formada se extrae fuera de la caja con el exceso de hidrógeno y nitrógeno. Es común el uso de tamices moleculares para eliminar el agua por adsorción en los "poros" de estos tamices moleculares. Las cajas de guantes son utilizadas a menudo en el tratamiento de compuestos organometálicos para transferir sólidos secos de un recipiente a otro.
Una alternativa al uso de una caja de guantes para el trabajo con sustancias sensibles al aire es el empleo de métodos como la línea de Schlenk. Una de las desventajas de trabajar con una caja con guantes es que los disolventes orgánicos atacan las juntas de plástico, lo que da como resultado, que la cabina comienza a padecer fugas y el agua y el oxígeno pueden entrar en la caja. Otra desventaja de una caja de guantes es que el oxígeno y el agua pueden difundirse a través de los guantes de plástico.
Las cajas de guantes con atmósfera inerte generalmente se mantienen a una presión mayor que el aire circundante, de modo que las fugas microscópicas son en su mayoría una fuga de gas inerte hacia el exterior de la caja en lugar de dejar que el aire penetre.

## Trabajo con sustancias peligrosas
Las cajas de guantes utilizadas para manipulación de materiales peligrosos en general, se mantienen a una presión inferior a la atmósfera circundante, de modo que solo puedan resultar entradas microscópicas de aire a la cabina en lugar de fugas del material peligroso. Las cajas de manipulación con guantes utilizadas para materiales peligrosos en general, incorporan filtros HEPA en el escape, para evitar el peligro que suponen.
Algunas cajas de guantes se usan para el trabajo con material radiactivo en condiciones inertes, por ejemplo en el Instituto de Elementos Transuránidos, (Institute for Transuranium Elements, ITU), una cabina llena de nitrógeno contiene otra cabina llena de argón. La caja interior de argón está equipada con un sistema de tratamiento de gas para mantener el gas con un grado de alta pureza que permita realizar experimentos electroquímicos en sales fundidas.
En la ahora desactivada planta del Laboratorio Nacional de Rocky Flats, que fabricaba disparadores de plutonio, también llamados "iniciadores" (trigger o pit, en inglés), las instalaciones de producción consistían de cajas de guantes, de acero inoxidable y conectadas entre sí, de hasta 64 pies o 20 metros de largo, que contenían el equipo que forjaba y mecanizaba las partes del disparador. Los guantes estaban forrados de plomo. Otros materiales utilizados en las cajas de manipulación incluían las ventanas de visualización de material acrílico y los blindajes de Benelex compuestos de fibra de madera y plástico que protegían como un escudo contra la radiación de neutrones. La manipulación de los guantes forrados de plomo era un trabajo pesado.
Las cajas de manipulación con guantes también se utilizan en las ciencias biomédicas cuando se debe tratar con patógenos vivos (bacterias, virus) por ejemplo en los laboratorios de microbiología o en las unidades de anatomía patológica de algunos hospitales. En este caso, son similares a las cabinas de bioseguridad clase III.

## Áreas de aplicación de las cajas de guantes
Algunas de las áreas donde las cajas de manipulación con guantes poseen una aplicación específica son:
- Investigación científica
- Soldadura inerte
- Fabricación de baterías de litio
- Trabajo con películas delgadas
- Dispositivos médicos
- Sustancias y procesos químicos especializados
- Industria farmacéutica
- Fabricación de lámparas

Las cajas de manipulación también puede ser utilizado para manipular objetos en una cámara de vacío.